# جیمز ال. جونز

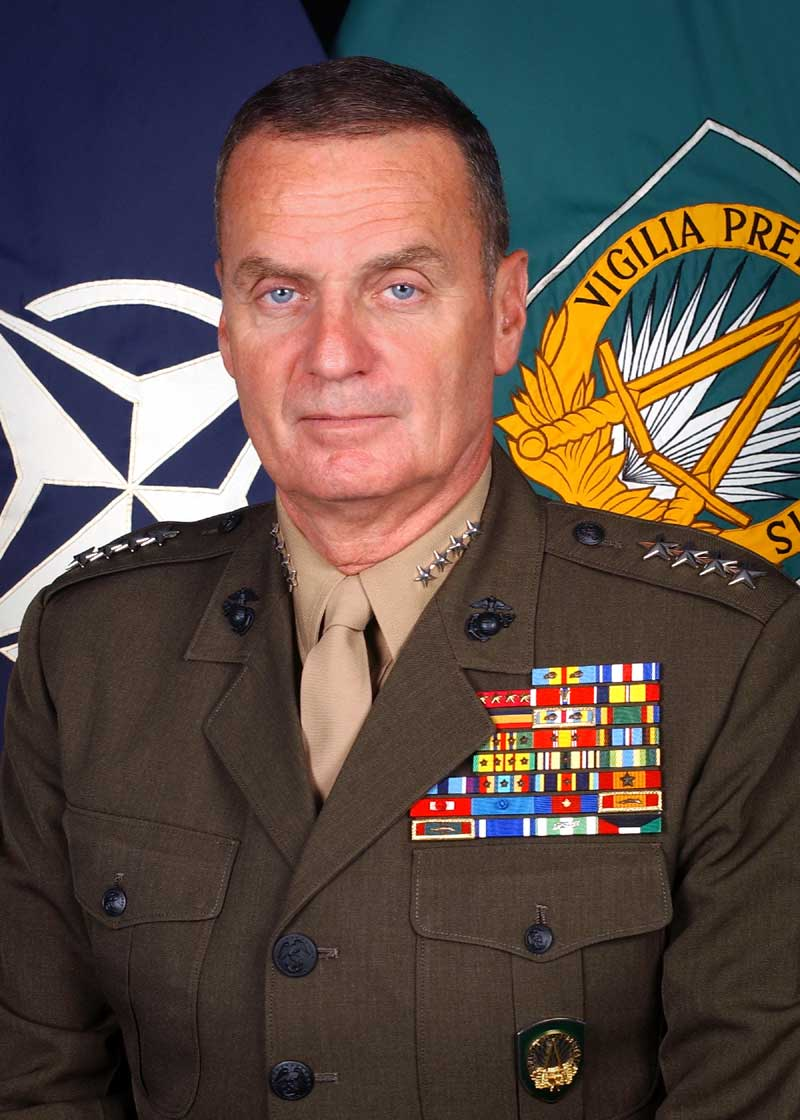
نگارهٔ جیمز ال. جونز، نظامی اهل آمریکا - ۲۰۰۵

جیمز ال. جونز (به انگلیسی: James L. Jones) ژنرال بازنشسته سپاه تفنگداران دریایی ایالات متحده آمریکا و مشاور سابق امنیت ملی ایالات متحده آمریکا است. او در دوران فعالیت نظامی خود از ژوئیه ۱۹۹۹ تا ژانویه ۲۰۰۳ به عنوان فرمانده سپاه تفنگداران دریایی ایالات متحده، و از ۲۰۰۳ تا ۲۰۰۶ به عنوان فرمانده فرماندهی اروپایی ایالات متحده و فرمانده عالی ائتلاف در اروپا فعالیت کرد. جونز پس از ۴۰ سال نظامی گری در ۱ فوریه ۲۰۰۷ از سپاه تفنگداران دریایی بازنشسته شد. او در سال ۲۰۱۰ از سوی رئیس‌جمهور باراک اوباما به عنوان مشاور امنیت ملی منصوب شد.